# Clip
Clip é um compilador multiplataforma para Clipper com diversas funcionalidades adicionais e bibliotecas (GTK, MySQL, ODBC, TCP/IP, Interbase, entre outros). Suporta programação orientada a objeto, pré-processamento, bibliotecas dinâmicas e estáticas, funções matemáticas, gerenciamento de cadeias de caracteres e vetores. Adota a licença GNU General Public License
O programa é suportado para Linux, FreeBSD, OpenBSD, NetBSD e Win32 (com Cygwin).

## Caracteristicas
O CLIP possui:
- Compilador muito rápido.
- Programação Orientada a Objetos.
- C-API com mais possibilidades que Clipper.
- Suporte Internacional(Linguagem e teclado) incluindo coreano e japonês.
- GUI, baseda no GTK .
- Suporta MEM,DBF,DBT,FPT,NTX,CTX,CDX,NSX...
- Suporte a SQL, PostgreSQL, MySQL, Oracle, InterBase.
- Oferece suporte ao padrão XBASE.
- Compatível com FiveWin.
- Compatível com FoxPro.
- Compatível com Clipper.